# 里爾噴射機

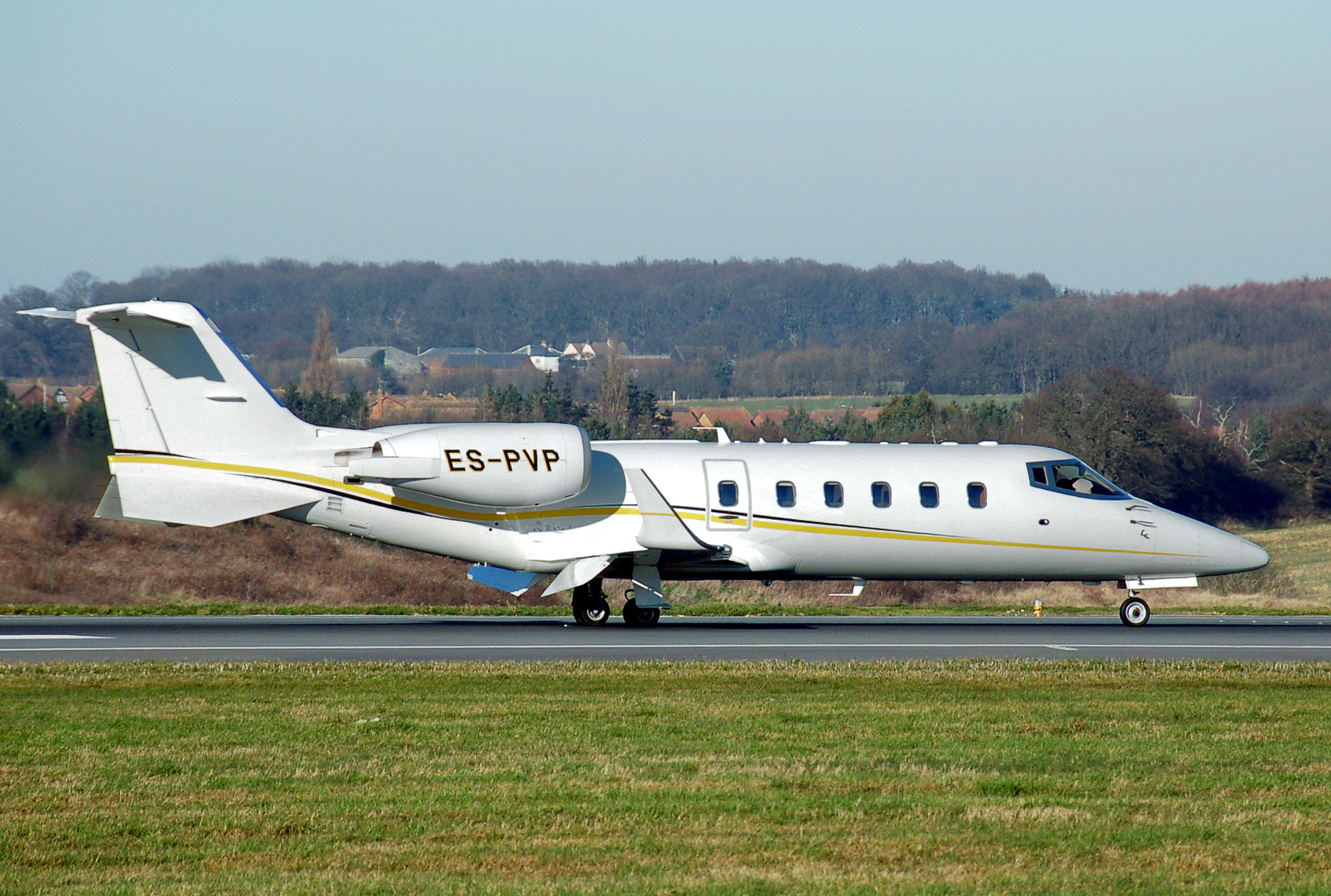
里爾60型

里爾噴射機（Learjet） 為一間美國在民用及軍用廣泛使用的小型商務噴射機系列。里爾噴射機在1950年代，由威廉‧鮑威爾‧里爾（又名比爾‧里爾）所設立的里爾噴射機公司（Learjet Inc）所設計及生產。1990年，破產的里爾噴射機公司被加拿大龐巴迪公司收購，成為龐巴迪宇航公司。2021年2月，龐巴迪宣布2021年停止所有里爾噴射機的生產，並繼續對現役飛機提供維護。

## 歷史
比爾‧里爾原本從事航空電子產業，在第二次世界大戰期間，比爾‧里爾創設公司，為盟軍的軍用飛機，製造自動駕駛及其它的航電設備，在第二次世界大戰結束後，里爾公司所研製的全天候飛行儀表，取得很大的成功。
在1959年，比爾‧里爾計劃設計及生產第一架的商務噴射機，但是其公司原本的董事會都並不支持，認為若有商務噴射機的市場，其它飛機製造商，便會開始研發生產。但比爾‧里爾認為商務噴射機將會是件改變世界的產品。比爾‧里爾將其持股售與另一家公司，籌資1千萬美金，獨資開始商務噴射機的研製計劃。
比爾‧里爾移居至瑞士，成立瑞士美國飛機公司(Swiss America Aircraft Corporation，簡稱SAAC)。比爾‧里爾對瑞士所製造的能對地攻擊的戰鬥機P-16有濃厚的興趣。比爾‧里爾認為這架戰鬥機的結構，相當適合作為商務噴射機。在瑞士政府取消對P-16的訂單後，比爾‧里爾取得這架飛機的設計，經過修改後，命名為SAAC-23。SAAC-23的機翼、翼端油箱和起落架，和P-16並沒有很大的不同。
為了貼近市場，取得貸款容易，及有更好的製造環境，比爾‧里爾先生決定將這架飛機的製造搬回至美國，落腳在美國小型飛機製造的重鎮 - 堪薩斯州的威奇托市。1962年的2月7日，第一架里爾噴射機開始組裝。1963年，SAAC更名為里爾噴射機公司。第一架製造的公務機也被命名為里爾23(Learjet 23)。
和別的飛機設計和製造不同，比爾‧里爾捨棄以手工先打造一架原型機，再設生產線的傳統方式。里爾23一開始便直接生產。因為通常而言，在原型機修改要花費兩年的時間。但若跳過原型機，直接生產的商務噴射機，若出現缺陷，則必須花費鉅資來改變生產的工具和方式。但比爾‧里爾認為這樣子的方式，會使得他的商務噴射機計劃提早曝光，讓別的飛機製造廠模仿他的作法。但對一家新設立的飛機製造公司，這是相當具有風險的賭注。
比爾‧里爾的賭注成功了，里爾23型在1963年10月7日首飛，在9個月的時間，里爾23型便取得美國聯邦航空局的航空器適航證。里爾23型於次年的10月開始交貨給首批顧客，成為航空史上第一架的商務噴射機，在首架飛機交機時，由於世界無相似的產品，里爾噴射機公司已有72架的確定訂單。(賽斯納飛行器公司要到五年後，才推出賽斯納獎狀噴射機。)
里爾23在市場上反應相當熱烈，但因為資金不足，為了生產里爾23及開發後續的機型，在里爾23取得認證的同一年，里爾噴射機公司便將38%的股權釋出，取得5百萬美金的資本。里爾噴射機後續改進型如里爾24型，在1966年2月24日首飛，而里爾25則在同年的8月12日首飛。 
喜歡創新的比爾‧里爾對管理工作並不感興趣，在開始的時期，里爾噴射機公司的經營並不良好，代理商的銷售更是相當混亂，儘管里爾噴射機相當受歡迎，但是在1966年，里爾噴射機公司的年度虧損達到1千2百萬美金。
1967年的4月10日，比爾‧里爾將他持有的里爾噴射機公司的62%股份(相當於 US$27,000,000)出售給蓋茲橡膠公司。但是比爾‧里爾仍在董事會裡至1969年的4月2日。里爾噴射機公司更名為蓋茲里爾噴射機公司(Gates Learjet Corporation)。蓋茲橡膠公司的董事長查爾斯‧蓋茲持續注入資本，同時改善里爾噴射機的生產及銷售，不久後，蓋茲里爾噴射機公司便轉虧為盈。
1971年，裝置格萊特TFE731-2(Garrett TFE731-2)噴射扇葉發動機的里爾25BGF型問世，稍後，這架飛機便命名為里爾35，成為當時相當成功的商務噴射機。
1974年，全世界里爾噴射機的總飛行時數超過一百萬飛行小時，同時里爾噴射機總出廠數，也達到500架。在1976年，里爾噴射機每個月的出廠數已增加至10架。
1983年9月19日，美國國防部訂購80架里爾35噴射機A型，作為空軍的作業支援專機，軍方編號為C-21型。
1984年，蓋茲里爾噴射機公司宣佈成立航天部門，致力空間項目的開發。在1984年年底，里爾噴射機停止生產，直至1986年的2月，蓋茲里爾噴射機公司的總部遷至亞利桑那州的土桑市，里爾噴射機重新開始於土桑市及威奇托市生產。
1985年9月10日，蓋茲里爾噴射機公司的航天部門，取得NASA太空梭主要火箭發動機零件生產合約。
1987年，蓋茲里爾噴射機公司被一家Integrated Acquisition, Inc的財務公司所收購，次年公名更名為里爾噴射機公司，生產里爾噴射機的廠址，則由土桑遷回威奇托市。在經過美國在八十年年代的蕭條後，此時商務噴射機的銷售回復。但是Integrated Acquisition, Inc公司本身的財務不佳，無法取得里爾噴射機公司在生產時所需要的融資。
1990年，Integrated Acquisition, Inc公司宣告公司破產，開始和不同的投資者，洽談出售里爾噴射機公司的股份。最後由加拿大龐巴迪公司全面收購里爾噴射機公司，成為屬下龐巴迪宇航公司的一個商務噴射機系列。這項收購對補強龐巴迪商務噴射機的產品系列有很大的幫助。目前里爾噴射機稱為龐巴迪里爾噴射機家族(Bombardier Learjet Family)
1992年10月10日，里爾60噴射機出廠，這是里爾噴射機系列中，第一架的中型客艙的商務噴射機。1993年，里爾噴射機的年度出廠架數超過40架。
比爾‧里爾於1978年5月14日，因血癌病逝，雖然在去世之前，比爾‧里爾己出售里爾噴射機公司的股份。但是里爾噴射機卻成為航空史上的一頁傳奇。比爾‧里爾本人在航空史，仍有不可磨滅的地位。

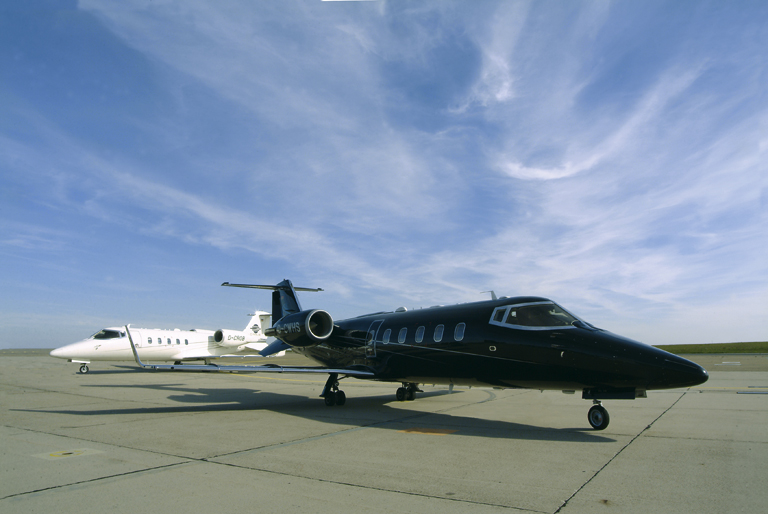
里爾60型
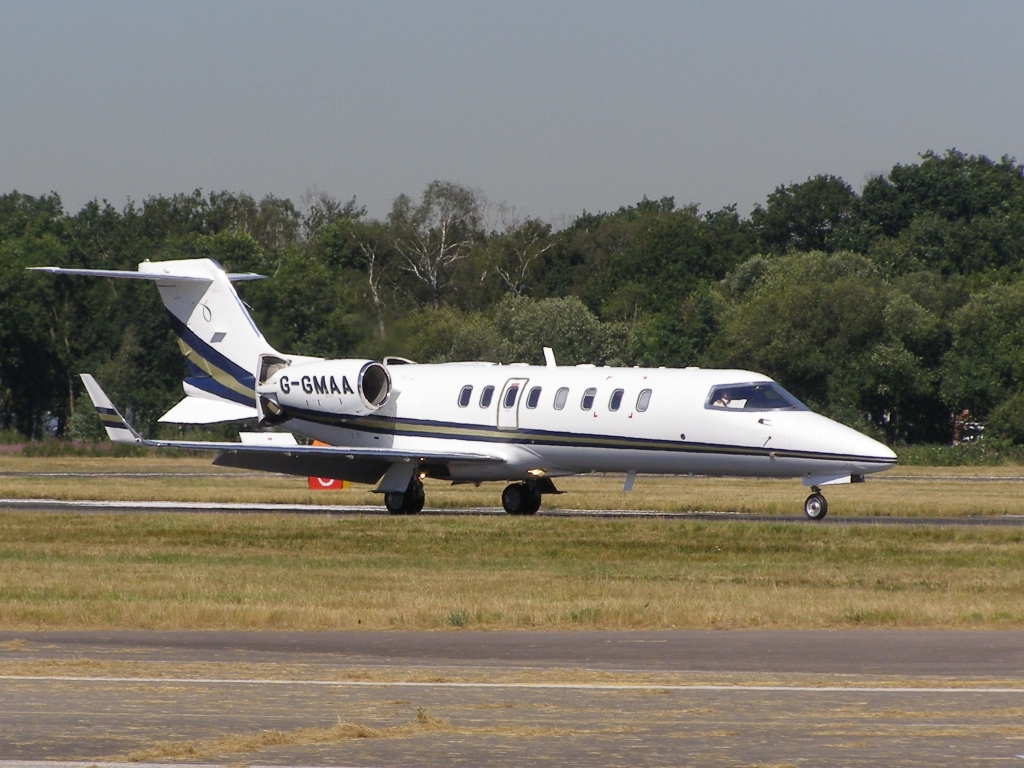
里爾45型
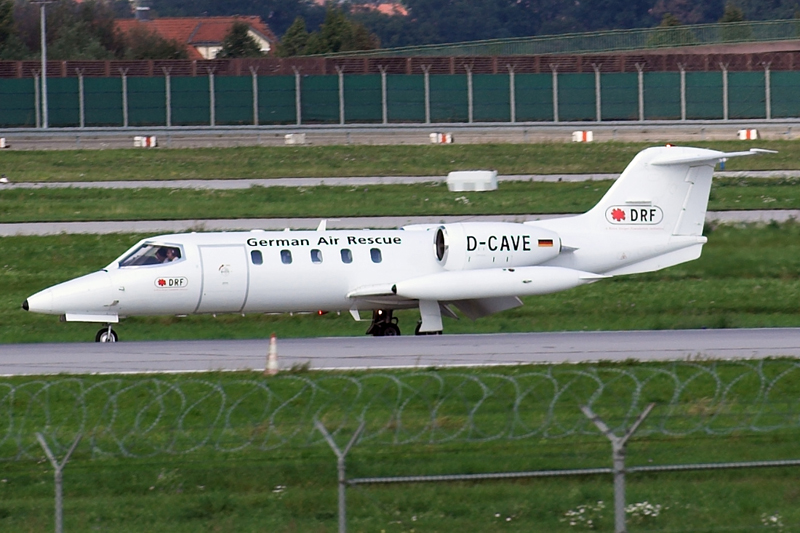
里爾35A型
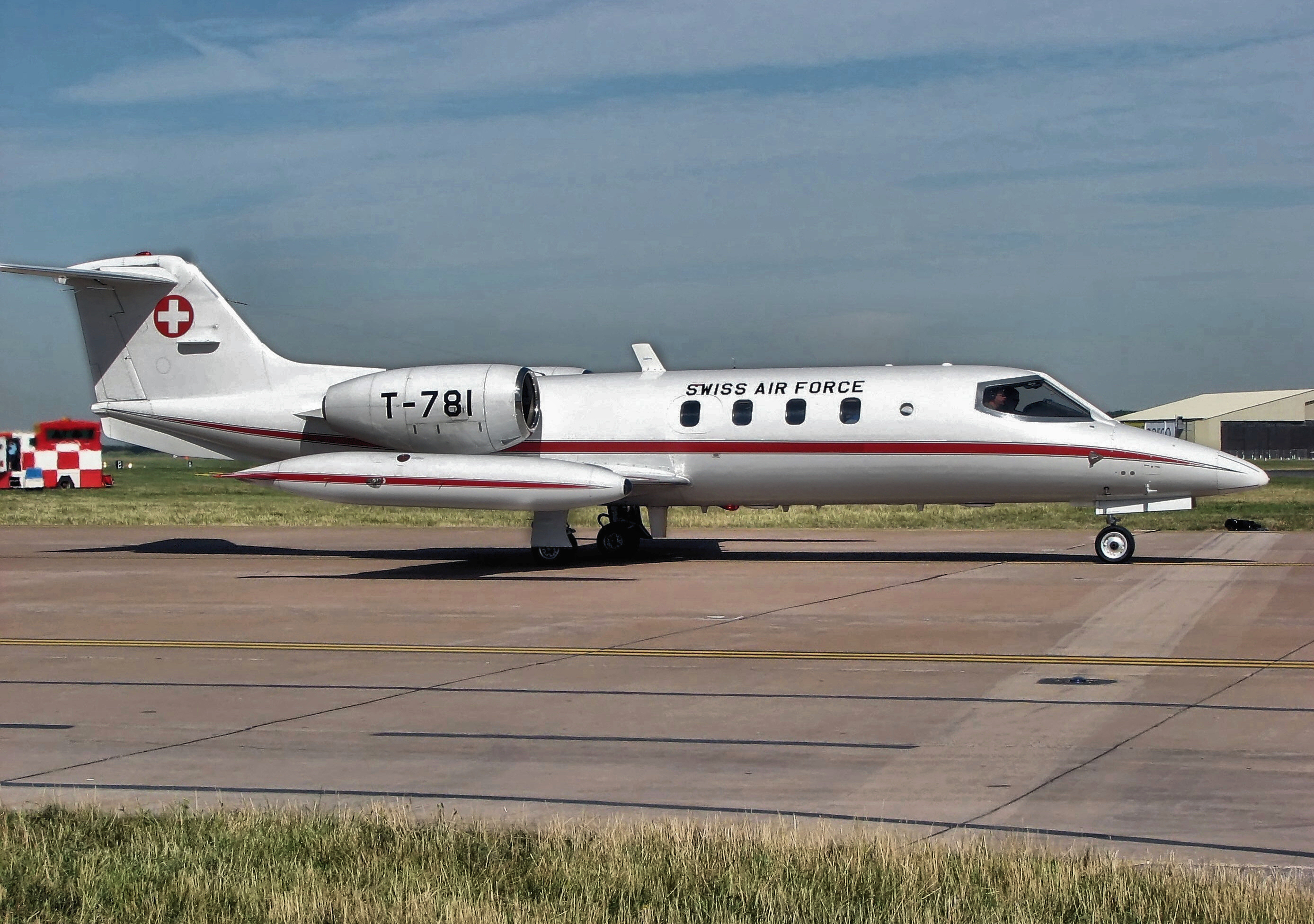
里爾35A型
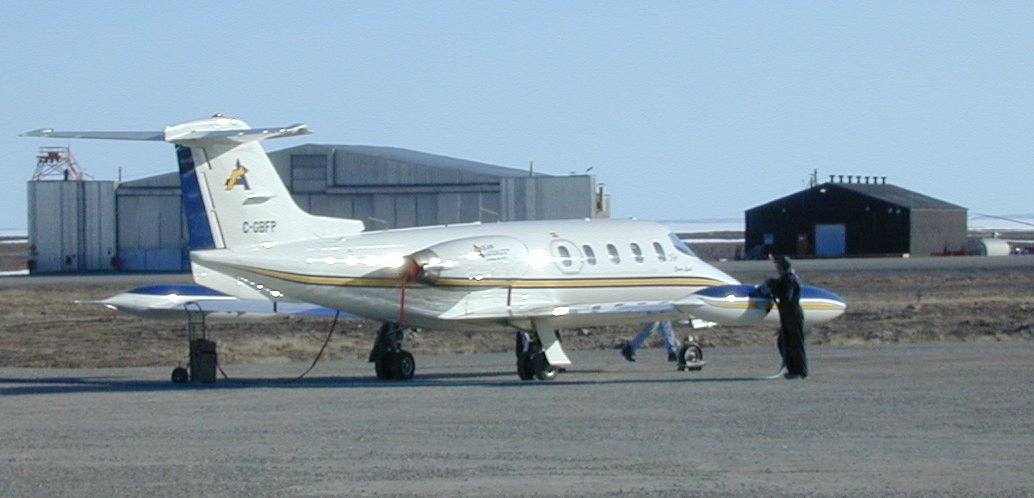
里爾25型
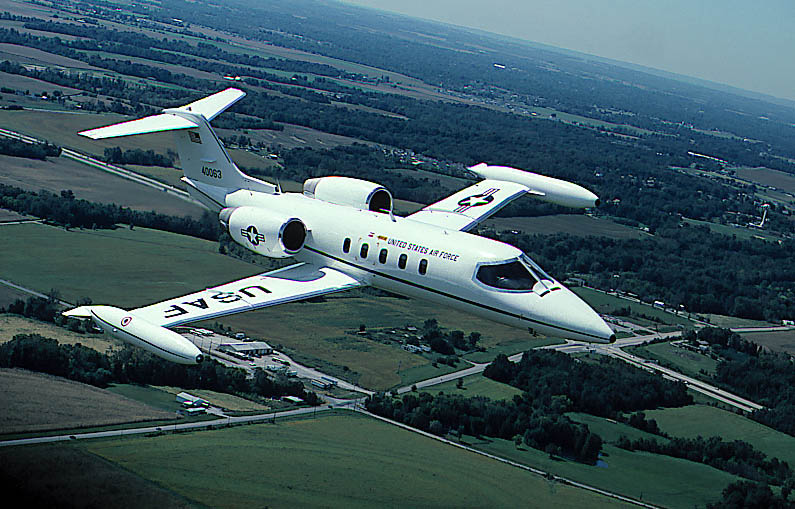
美國空軍的C-21里爾噴射機

## 里爾噴射機系列機種
- 裏爾23
- 裏爾24（英语：Learjet 24）
- 裏爾25（英语：Learjet 25）
- 裏爾28（英语：Learjet 28）/裏爾29
- 裏爾31（英语：Learjet 31）
- 裏爾35/裏爾36/C-21
- 裏爾40（英语：Learjet 40）
- 裏爾45（英语：Learjet 45）
- 裏爾60（英语：Learjet 60）
- 裏爾70/75（英语：Learjet 70/75）
- 裏爾85（英语：Learjet 85）

## 參看
- 塞斯納獎狀系列（英语：Cessna Citation family）